# Franjo Bešlić
Franjo Bešlić (Zenica, 24. jun 1941) bosanskohercegovački je i jugoslovenski slikar i vajar. Slika na mešovitim medijima. Stil mu je postkubistički i apstraktno-geometrijski. Ima značajan broj izložbi i radova (skulptura) u Francuskoj.

## Izložbe

### Samostalne
- (1980)
- (1987)
- (2002)
- (2003)

### Grupne
- (1979)
- (1981)
- (1982)
- (1986)
- (1988/89)
- (1985—90)
- (1992)

## Monumentalne skulpture
- Čapljina (BiH): vapnenačka skulptura, naručio grad Čapljina, 1,20 × 1,70 × 0,90  m (1978)
- Čapljina (BiH): vapnenački kamen 2,50 × 2 × 1,60  m (1976)
- Talant (Francuska): skulptura od levanog aluminijuma za vrtić Célestin Freinet, 1,80 × 0,90 × 0,90  m (1%) (1979)
- Zenica (BiH): skulptura vapnenaca, po narudžbi grada Zenice, 2,80 × 3,20 × 1,80  m (1981)
- Dižon (Francuska): skulptura od levanog aluminijuma, Krematorijum grada Dižona, 2,80 × 0,60 × 0,60  m (1980)
- Dižon (Francuska): vapnenačka skulptura, na trgu, 7 × 4 × 3,50  m (1982)
- Šenov (Francuska): zavarena čelična skulptura za školu Les Violettes, 4 × 5m (državni nalog, 1%) (1985)
- Šenov (Francuska): zavarena aluminijumska skulptura za Groupe Scolaire Gambetta, 3 × 2 × 0,90  m (državni nalog, 1%) (1987)

## Priznanja
- nagrada za kiparstvo grada Zenice (1981)

## Galerija
- Razvoj, ispred Stadiona „Bilino polje”, 2,80 × 3,20 × 1,80  m, Zenica, gradska komisija, 1981.

## Izvori i literatura
- , 2: 242.
- [Portret jugoslovenskog kipara Franje Bešlića], trinaestominutni dokumentarac, emitovano 7. 2. 1980. u 19.40 č. na FR3 (repriza 8. 2. 1980. u 13.35 č. na TF1 i A2), režiser Žorž Marten

## Spoljašnje veze
- Zenica - stare slike i pričice: Skulpture i spomenici na sajtu